# Phalerinae
Sous-famille
Les Phalerinae sont une sous-famille de papillons de nuit de la famille des Notodontidae.

## Liste des genres
Selon FUNET Tree of Life (15 juin 2010) :
- Snellenita Kiriakoff, 1968
- Phalerodonta Staudinger, 1892
- Phalera Hübner, 1819

Selon Butterflies and Moths of the World  :
- Acrosema Meigen 1830
- Anthela Walker 1855
- Antheura Druce 1888
- Datana Walker 1855
- Diastema Herrich-Schäffer 1855
- Diastema Aurivillius 1904
- Diastemina Gaede 1928
- Eumetopona Fitch 1856
- Hammatophora Westwood 1843
- Phalera Hübner 1819